# UEFA Women’s Cup 2002/03

Das Wettbewerbs-Logo

Der UEFA Women’s Cup 2002/2003 war die zweite Ausspielung des europäischen Meisterwettbewerbs für Frauenfußballvereine. Er wurde vom schwedischen Verein Umeå IK gewonnen. Im Finale, welches fortan in Hin- und Rückspiel ausgetragen wird, setzten sich die Schwedinnen gegen den dänischen Meister Fortuna Hjørring durch. Der deutsche Meister 1. FFC Frankfurt scheiterte im Halbfinale am späteren Titelträger. Die Vertreter aus der Schweiz und aus Österreich sind bereits in der ersten Runde ausgeschieden.

## Qualifikation
Die Meister der vier am schwächsten eingestuften Verbände ermitteln einen freien Platz in der Vorrunde. Turnier in Velenja (Slowenien).
| Pl. | Verein             | Sp. | S | U | N | Tore    | Diff. | Punkte |
| --- | ------------------ | --- | - | - | - | ------- | ----- | ------ |
| 1.  | Gömrükcü Baku      | 3   | 3 | 0 | 0 | 019:000 | +19   | 09     |
| 2.  | Lisburn Distillery | 3   | 2 | 0 | 1 | 004:700 | −3    | 06     |
| 3.  | ZNK Skale Mila     | 3   | 1 | 0 | 2 | 009:500 | +4    | 03     |
| 4.  | Lefkothea          | 3   | 0 | 0 | 3 | 000:200 | −20   | 0      |

| 29. August 2002    |     |                    |
| Lisburn Distillery | 0:7 | Gömrükcü Baku      |
| Lefkothea          | 0:9 | ZNK Skale Mila     |
| 31. August 2002    |     |                    |
| Lisburn Distillery | 1:0 | ZNK Skale Mila     |
| Lefkothea          | 0:8 | Gömrükcü Baku      |
| 2. September 2002  |     |                    |
| ZNK Skale Mila     | 0:4 | Gömrükcü Baku      |
| Lefkothea          | 0:3 | Lisburn Distillery |

## Vorrunde
Die übrigen 31 Landesmeister und der Sieger der Qualifikation wurden auf acht Gruppen aufgeteilt. Eine Mannschaft der Gruppe richtete das Turnier aus. Die acht Gruppensieger erreichen das Viertelfinale.

### Gruppe 1
Turnier in Umeå (Schweden)
| Pl. | Verein            | Sp. | S | U | N | Tore    | Diff. | Punkte |
| --- | ----------------- | --- | - | - | - | ------- | ----- | ------ |
| 1.  | Umeå IK           | 3   | 3 | 0 | 0 | 017:100 | +16   | 09     |
| 2.  | Sparta Prag       | 3   | 2 | 0 | 1 | 011:600 | +5    | 06     |
| 3.  | KÍ Klaksvík       | 3   | 1 | 0 | 2 | 002:110 | −9    | 03     |
| 4.  | TKSK Visa Tallinn | 3   | 0 | 0 | 3 | 000:120 | −12   | 0      |

| 25. September 2002 |     |                   |
| Umeå IK            | 7:0 | KÍ Klaksvík       |
| Sparta Prag        | 6:0 | TKSK Visa Tallinn |
| 27. September 2002 |     |                   |
| TKSK Visa Tallinn  | 0:4 | Umeå IK           |
| Sparta Prag        | 4:0 | KÍ Klaksvík       |
| 29. September 2002 |     |                   |
| Umeå IK            | 6:1 | Sparta Prag       |
| KÍ Klaksvík        | 2:0 | TKSK Visa Tallinn |

### Gruppe 2
Turnier in Rom (Italien).
| Pl. | Verein        | Sp. | S | U | N | Tore    | Diff. | Punkte |
| --- | ------------- | --- | - | - | - | ------- | ----- | ------ |
| 1.  | FC Toulouse   | 3   | 2 | 1 | 0 | 011:100 | +10   | 07     |
| 2.  | Lazio Rom     | 3   | 2 | 1 | 0 | 011:300 | +8    | 07     |
| 3.  | 1. FC Femina  | 3   | 1 | 0 | 2 | 006:600 | ±0    | 03     |
| 4.  | Maccabi Haifa | 3   | 0 | 0 | 3 | 000:180 | −18   | 0      |

| 25. September 2002 |     |               |
| Toulouse FC        | 1:0 | 1. FC Femina  |
| Lazio Rom          | 5:0 | Maccabi Haifa |
| 27. September 2002 |     |               |
| 1. FC Femina       | 4:0 | Maccabi Haifa |
| Lazio Rom          | 1:1 | Toulouse FC   |
| 29. September 2002 |     |               |
| Toulouse FC        | 9:0 | Maccabi Haifa |
| Lazio Rom          | 5:2 | 1. FC Femina  |

### Gruppe 3
Turnier in Niš (Serbien und Montenegro)
| Pl. | Verein                  | Sp. | S | U | N | Tore    | Diff. | Punkte |
| --- | ----------------------- | --- | - | - | - | ------- | ----- | ------ |
| 1.  | 1. FFC Frankfurt        | 3   | 3 | 0 | 0 | 017:100 | +16   | 09     |
| 2.  | ŽFK Mašinac Classic Niš | 3   | 2 | 0 | 1 | 010:300 | +7    | 06     |
| 3.  | Shamrock Rovers         | 3   | 1 | 0 | 2 | 005:120 | −7    | 03     |
| 4.  | NK Osijek               | 3   | 0 | 0 | 3 | 001:170 | −16   | 0      |

| 25. September 2002      |     |                         |
| 1. FFC Frankfurt        | 2:0 | ŽFK Mašinac Classic Niš |
| NK Osijek               | 1:3 | Shamrock Rovers         |
| 27. September 2002      |     |                         |
| 1. FFC Frankfurt        | 8:0 | NK Osijek               |
| ŽFK Mašinac Classic Niš | 4:1 | Shamrock Rovers         |
| 29. September 2002      |     |                         |
| Shamrock Rovers         | 1:7 | 1. FFC Frankfurt        |
| ŽFK Mašinac Classic Niš | 6:0 | NK Osijek               |

### Gruppe 4
Turnier in Breslau (Polen).
| Pl. | Verein         | Sp. | S | U | N | Tore    | Diff. | Punkte |
| --- | -------------- | --- | - | - | - | ------- | ----- | ------ |
| 1.  | HJK Helsinki   | 3   | 2 | 1 | 0 | 010:000 | +10   | 07     |
| 2.  | FC Sursee      | 3   | 2 | 1 | 0 | 002:000 | +2    | 07     |
| 3.  | KS AZS Wrocław | 3   | 1 | 0 | 2 | 006:600 | ±0    | 03     |
| 4.  | Bangor City    | 3   | 0 | 0 | 3 | 003:150 | −12   | 0      |

| 25. September 2002 |     |                |
| HJK Helsinki       | 2:0 | KS AZS Wrocław |
| FC Sursee          | 1:0 | Bangor City    |
| 27. September 2002 |     |                |
| HJK Helsinki       | 8:0 | Bangor City    |
| FC Sursee          | 1:0 | KS AZS Wrocław |
| 29. September 2002 |     |                |
| FC Sursee          | 0:0 | HJK Helsinki   |
| KS AZS Wrocław     | 6:3 | Bangor City    |

### Gruppe 5
Turnier in Thessaloniki (Griechenland).
| Pl. | Verein            | Sp. | S | U | N | Tore    | Diff. | Punkte |
| --- | ----------------- | --- | - | - | - | ------- | ----- | ------ |
| 1.  | Trondheims-Ørn SK | 3   | 3 | 0 | 0 | 018:000 | +18   | 09     |
| 2.  | SV Saestum        | 3   | 2 | 0 | 1 | 010:300 | +7    | 06     |
| 3.  | FC Regal Bukarest | 3   | 1 | 0 | 2 | 003:600 | −3    | 03     |
| 4.  | PAOK Thessaloniki | 3   | 0 | 0 | 3 | 001:230 | −22   | 0      |

| 25. September 2002 |       |                   |
| Trondheims-Ørn SK  | 2:0   | SV Saestum        |
| PAOK Thessaloniki  | 0:3   | FC Regal Bukarest |
| 27. September 2002 |       |                   |
| Trondheims-Ørn SK  | 12:00 | PAOK Thessaloniki |
| SV Saestum         | 2:0   | FC Regal Bukarest |
| 29. September 2002 |       |                   |
| FC Regal Bukarest  | 0:4   | Trondheims-Ørn SK |
| SV Saestum         | 8:1   | PAOK Thessaloniki |

### Gruppe 6
Turnier in Babrujsk (Belarus).
| Pl. | Verein               | Sp. | S | U | N | Tore    | Diff. | Punkte |
| --- | -------------------- | --- | - | - | - | ------- | ----- | ------ |
| 1.  | Fortuna Hjørring     | 3   | 3 | 0 | 0 | 017:000 | +17   | 09     |
| 2.  | FC Bobruichanka      | 3   | 2 | 0 | 1 | 009:500 | +4    | 06     |
| 3.  | Breiðablik Kópavogur | 3   | 1 | 0 | 2 | 004:120 | −8    | 03     |
| 4.  | FC Codru Anenii Noi  | 3   | 0 | 0 | 3 | 000:130 | −13   | 0      |

| 25. September 2002   |     |                      |
| Fortuna Hjørring     | 5:0 | FC Codru Anenii Noi  |
| FC Babruyshanka      | 3:2 | Breiðablik Kópavogur |
| 27. September 2002   |     |                      |
| Breiðablik Kópavogur | 0:9 | Fortuna Hjørring     |
| FC Babruyshanka      | 6:0 | FC Codru Anenii Noi  |
| 29. September 2002   |     |                      |
| Fortuna Hjørring     | 3:0 | FC Babruyshanka      |
| FC Codru Anenii Noi  | 0:2 | Breiðablik Kópavogur |

### Gruppe 7
Turnier in London (England).
| Pl. | Verein          | Sp. | S | U | N | Tore    | Diff. | Punkte |
| --- | --------------- | --- | - | - | - | ------- | ----- | ------ |
| 1.  | Arsenal LFC     | 3   | 3 | 0 | 0 | 015:100 | +14   | 09     |
| 2.  | UD Levante      | 3   | 2 | 0 | 1 | 011:300 | +8    | 06     |
| 3.  | Gömrükcü Baku   | 3   | 1 | 0 | 2 | 009:800 | +1    | 03     |
| 4.  | Eendracht Aalst | 3   | 0 | 0 | 3 | 000:230 | −23   | 0      |

| 24. September 2002 |     |                 |
| Arsenal LFC        | 6:0 | Gomrukcü Baku   |
| Eendracht Aalst    | 0:8 | UD Levante      |
| 26. September 2002 |     |                 |
| UD Levante         | 1:2 | Arsenal LFC     |
| Eendracht Aalst    | 0:8 | Gomrukcü Baku   |
| 28. September 2002 |     |                 |
| Arsenal LFC        | 7:0 | Eendracht Aalst |
| UD Levante         | 2:1 | Gomrukcü Baku   |

### Gruppe 8
Turnier in Innsbruck (Österreich)
| Pl. | Verein         | Sp. | S | U | N | Tore    | Diff. | Punkte |
| --- | -------------- | --- | - | - | - | ------- | ----- | ------ |
| 1.  | ZSK WWS Samara | 3   | 2 | 1 | 0 | 007:000 | +7    | 07     |
| 2.  | SU 1º Dezembro | 3   | 2 | 0 | 1 | 004:400 | ±0    | 06     |
| 3.  | FC Kilmarnock  | 3   | 1 | 1 | 1 | 004:300 | +1    | 04     |
| 4.  | Innsbrucker AC | 3   | 0 | 0 | 3 | 002:100 | −8    | 0      |

| 25. September 2002 |     |                   |
| ZSK WWS Samara     | 0:0 | FC Kilmarnock     |
| SU 1. de Dezembro  | 2:1 | Innsbrucker AC    |
| 27. September 2002 |     |                   |
| ZSK WWS Samara     | 4:0 | Innsbrucker AC    |
| FC Kilmarnock      | 0:2 | SU 1. de Dezembro |
| 29. September 2002 |     |                   |
| SU 1. de Dezembro  | 0:3 | ZSK WWS Samara    |
| FC Kilmarnock      | 4:1 | Innsbrucker AC    |

## Viertelfinale
|                   | Gesamt |                  | Hinspiel | Rückspiel |
| ----------------- | ------ | ---------------- | -------- | --------- |
| Trondheims-Ørn SK | 2:3    | Fortuna Hjørring | 2:2      | 0:1       |
| ZSK WWS Samara    | 1:3    | Arsenal LFC      | 0:2      | 1:1       |
| HJK Helsinki      | 00:10  | 1. FFC Frankfurt | 0:2      | 0:8       |
| Umeå IK           | 2:0    | FC Toulouse      | 2:0      | 0:0       |

## Halbfinale
|                  | Gesamt          |             | Hinspiel | Rückspiel |
| ---------------- | --------------- | ----------- | -------- | --------- |
| Fortuna Hjørring | 8:2             | Arsenal LFC | 3:1      | 5:1       |
| 1. FFC Frankfurt | 2:2 (6:7 i. E.) | Umeå IK     | 1:1      | 1:1       |

## Finale

### Hinspiel
| Umeå IK                                        | Umeå IK | Fortuna Hjørring | Fortuna Hjørring |
| ---------------------------------------------- | --- | --- | ---------------- |
| Umeå IK                                        | \| 9. Juni 2003 in Umeå (Gammliavallen) \| \| Ergebnis: 4:1 (1:1) \| \| Zuschauer: 7.648 \| \| Schiedsrichterin: Elke Günthner ( Deutschland) \| | \| 9. Juni 2003 in Umeå (Gammliavallen) \| \| Ergebnis: 4:1 (1:1) \| \| Zuschauer: 7.648 \| \| Schiedsrichterin: Elke Günthner ( Deutschland) \| | Fortuna Hjørring |
| Umeå IK                                        | Sofia Lundgren, Anna Paulson, Hanna Marklund, Maria Bergkvist, Malin Moström, Anna Sjöström (80. Lotta Runesson), Hanna Ljungberg, Sanna Valkonen, Linda Dahlqvist, Laura Kalmari (89. Maria Nordbrandt), Frida Östberg Cheftrainer: Richard Holmlund | Dorthe Larsen, Anne Mette Christensen, Alison Forman, Stacey Peterson (69. Hanne Sand Christensen), Lene Madsen (64. May Krøgh Christensen), Birgit Christensen, Christina Bonde, Sharon Black, Janne Madsen, Johanna Rasmussen (84. Tanja Christensen), Mariann Gajhede Knudsen Cheftrainer: Steen Refsgaard | Fortuna Hjørring |
| Umeå IK                                        | 1:1 Hanna Ljungberg (40.) 2:1 Hanna Ljungberg (49.) 3:1 Frida Östberg (53.) 4:1 Laura Kalmari (63.) | 0:1 Janne Madsen (21.) | Fortuna Hjørring |
| Umeå IK                                        | Janne Madsen | | Fortuna Hjørring |
| 9. Juni 2003 in Umeå (Gammliavallen)           | | |                  |
| Ergebnis: 4:1 (1:1)                            | | |                  |
| Zuschauer: 7.648                               | | |                  |
| Schiedsrichterin: Elke Günthner ( Deutschland) | | |                  |

### Rückspiel
| Fortuna Hjørring                             | Fortuna Hjørring | Umeå IK | Umeå IK |
| -------------------------------------------- | --- | --- | ------- |
| Fortuna Hjørring                             | \| 21. Juni 2003 in Hjørring (Hjørring Stadion) \| \| Ergebnis: 0:3 (0:2) \| \| Zuschauer: 2.119 \| \| Schiedsrichterin: Wendy Toms ( England) \| | \| 21. Juni 2003 in Hjørring (Hjørring Stadion) \| \| Ergebnis: 0:3 (0:2) \| \| Zuschauer: 2.119 \| \| Schiedsrichterin: Wendy Toms ( England) \| | Umeå IK |
| Fortuna Hjørring                             | Dorthe Larsen, Anne Mette Christensen, Alison Forman, Hanne Sand Christensen, Lene Madsen (74. Tanja Christensen), Birgit Christensen, May Krøgh Christensen, Christina Bonde, Sharon Black, Janne Madsen (46. Johanna Rasmussen), Marianna Gajhede Knudsen (82. Stacey Peterson) Cheftrainer: Steen Refsgaard | Sofia Lundgren, Hanna Marklund, Maria Bergkvist, Malin Moström, Anna Sjöström (79. Lotta Runesson), Hanna Ljungberg, Sofia Eriksson (79. Maria Nordbrandt), Sanna Valkonen, Linda Dahlqvist, Laura Kalmari (81. Emma Lindqvist), Frida Östberg Cheftrainer: Richard Holmlund | Umeå IK |
| Fortuna Hjørring                             | 0:1 Malin Möstrom (4., Foulelfmeter) 0:2 Laura Kalmari (35.) 0:3 Hanna Ljungberg (71.) | | Umeå IK |
| Fortuna Hjørring                             | Hanna Sand Christensen, May Krøgh Christensen | Frida Östberg | Umeå IK |
| 21. Juni 2003 in Hjørring (Hjørring Stadion) | | |         |
| Ergebnis: 0:3 (0:2)                          | | |         |
| Zuschauer: 2.119                             | | |         |
| Schiedsrichterin: Wendy Toms ( England)      | | |         |